# باهرة ملونة
باهرة ملونة (الاسم العلمي: Agave colorata) هو نوع من النباتات يتبع جنس الباهرة من الفصيلة الهليونية.